# Brune Poirson

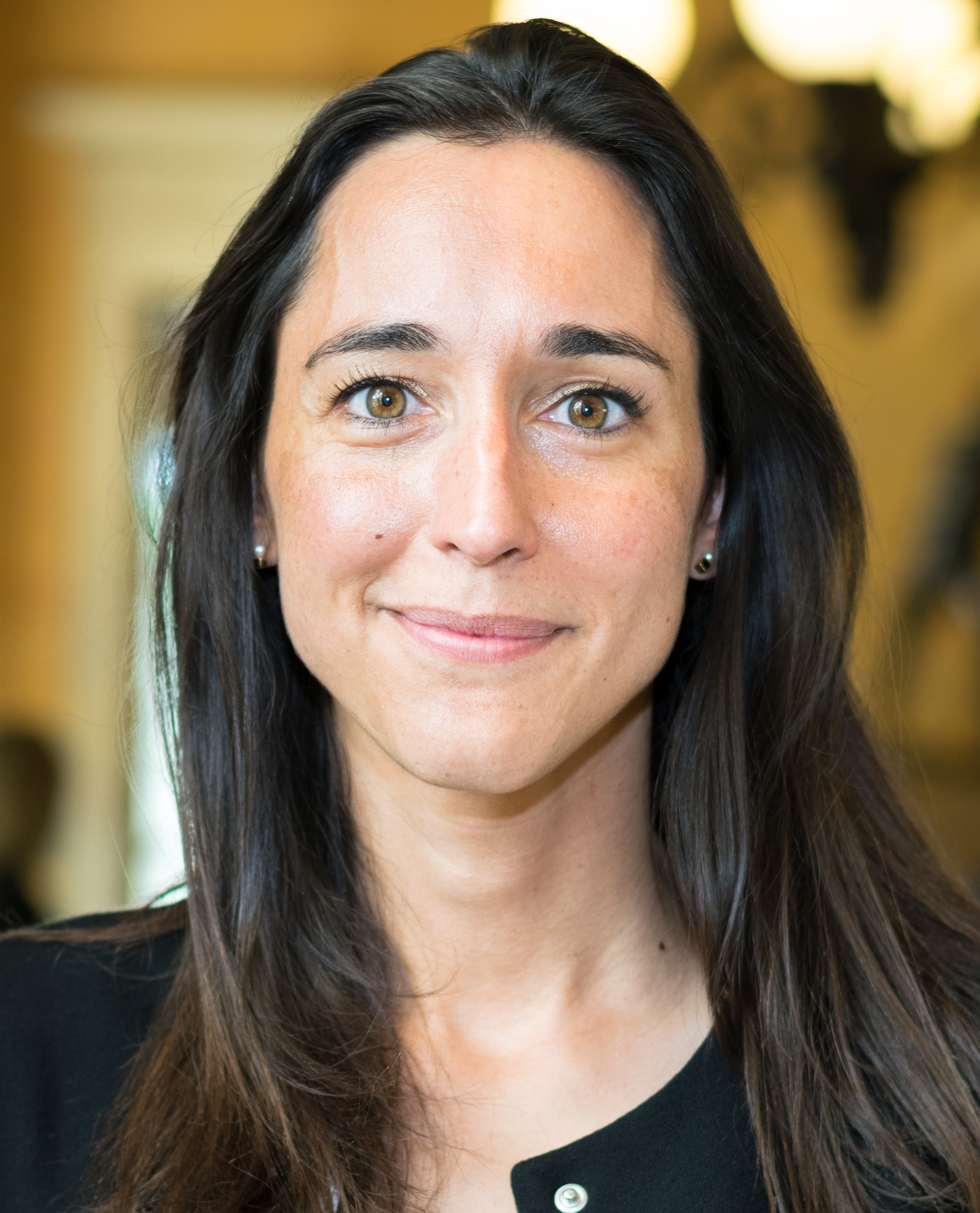
Brune Poirson, 2017

Brune Poirson (* 1. September 1982 in Washington, D.C.) ist eine französische Politikerin, die seit 2017 als Staatssekretärin im französischen Umweltministerium tätig ist.

## Leben
Poirson wurde 1982 in Washington D.C. geboren, wo ihr Vater arbeitete. Sie studierte an der Sciences Po in Aix-en-Provence, der London School of Economics and Political Science und der Harvard Kennedy School.
Poirson arbeitete in Indien für den Minister Sam Pitroda, später für die Firma Veolia Environnement. Sie heiratete dort einen Franzosen. Ihre nächste Station führte sie nach Boston, wo sie in einem Gründerzentrum für Grüne Technologie tätig war. 2016 kehrte sie mit ihrem Mann nach Frankreich zurück. Dort entschied sie sich, Kandidatin der Partei La République en Marche in der Parlamentswahl in Frankreich 2017 im Département Vaucluse zu werden. Obwohl sie neu in der Politik war, wurde ihre Kandidatur akzeptiert. Sie schlug den Kandidaten der rechtsextremen Partei Front National. Nach ihrer Wahl wurde sie Mitglied der Nationalversammlung. Ein paar Tage später wurde sie Staatssekretärin des Umweltministeriums.